# Hossam Ashour
Hossam Mohamed Ashour Sanad Attia (in arabo حسام عاشور‎?; Il Cairo, 9 marzo 1986) è un ex calciatore egiziano, di ruolo centrocampista.
Bandiera dell'Al-Ahly, ha indossato per 17 stagioni la maglia del club diventandone primatista per presenze ufficiali (512). Con la squadra egiziana ha vinto in totale 36 titoli, che lo rendono uno dei dieci giocatori più titolati della storia del calcio.
Tra i vari trofei conquistati, figurano dodici campionati egiziani e cinque CAF Champions League.
A livello individuale, detiene i record assoluti di presenze in CAF Champions League (132) e nelle competizioni calcistiche africane per club (161).

## Caratteristiche tecniche
Incontrista di centrocampo, abile nel contrastare gli avversari e recuperare il pallone. Trova la sua collocazione ideale nel ruolo di mediano davanti alla difesa.
Pur svolgendo compiti prettamente difensivi - peculiarità spesso criticata dalla stampa - con l'arrivo di Garrido sulla panchina dell'Al-Ahly si adatta a svolgere entrambe le fasi di gioco, partecipando con più costanza anche alla manovra di attacco.

## Carriera

### Club
Viene aggregato - dopo aver svolto tutta la trafila giovanile - alla prima squadra dell'Al-Ahly nel 2004. Il 22 luglio 2005 esordisce nella CAF Champions League (massima competizione continentale africana, nota anche come Coppa dei Campioni d'Africa), in occasione della partita - valida per la terza giornata della fase a gironi della competizione - disputata contro l'Ajax Cape Town.
Scende in campo - rilevando Emad Meteab a 5' dal termine - anche nella finale di ritorno vinta 3-0 contro l'Étoile du Sahel, partita che decreta il successo degli egiziani nella manifestazione. A questo successo segue - il 24 febbraio 2006 - quello della Supercoppa d'Africa, ottenuto contro il FAR Rabat ai calci di rigore.

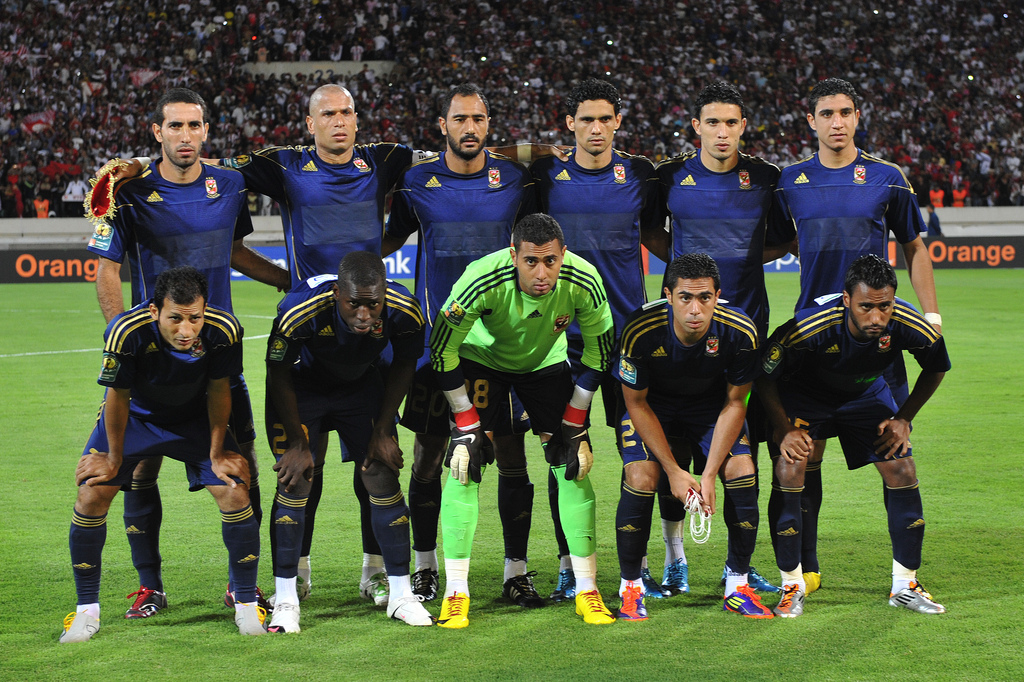
Ashour (in basso a destra) ritratto insieme ai propri compagni di squadra nel 2011.

Il 9 marzo 2014 raggiunge le 100 presenze nelle competizioni continentali. È il quarto giocatore dell'Al-Ahly a raggiungere tale traguardo, dopo Wael Gomaa, Essam El Hadary e Shady Mohamed.
L'11 maggio 2014 rinnova il proprio contratto per altre tre stagioni. Con l'arrivo di Garrido sulla panchina dell'Al-Ahly si adatta a svolgere entrambe le fasi di gioco, iniziando a partecipare con più costanza anche alla manovra offensiva della squadra.
Il 17 luglio 2017 diventa - disputando la sua 446ª gara contro lo Zamalek - primatista di presenze con l'Al-Ahly nelle competizioni ufficiali, eguagliando il record appartenuto a Hady Khashaba.

### Nazionale
Nel 2005 ha preso parte ai Mondiali Under-20, disputati in Olanda. Esordisce con la selezione dei Faraoni il 20 agosto 2008 contro il Sudan (amichevole persa 4-0 dall'Egitto), subentrando al 55' al posto di Emad Meteab.
Il 13 marzo 2018 viene selezionato dal CT Héctor Cúper in vista degli impegni amichevoli di preparazione in vista dei Mondiali 2018 con Portogallo e Grecia.

## Statistiche

### Presenze e reti nei club
Statistiche aggiornate al 15 settembre 2022.
| Stagione                      | Squadra                       | Campionato                    | Campionato | Campionato | Coppe nazionali | Coppe nazionali | Coppe nazionali | Coppe continentali | Coppe continentali | Coppe continentali | Altre coppe | Altre coppe | Altre coppe | Totale | Totale |
| Stagione                      | Squadra                       | Comp                          | Pres       | Reti       | Comp            | Pres            | Reti            | Comp               | Pres               | Reti               | Comp        | Pres        | Reti        | Pres   | Reti   |
| ----------------------------- | ----------------------------- | ----------------------------- | ---------- | ---------- | --------------- | --------------- | --------------- | ------------------ | ------------------ | ------------------ | ----------- | ----------- | ----------- | ------ | ------ |
| 2003-2004                     | Al-Ahly                       | PL                            | 7          | 0          | CE              | 4               | 0               | CCL                | 0                  | 0                  | SE          | 0           | 0           | 11     | 0      |
| 2004-2005                     | Al-Ahly                       | PL                            | 11         | 0          | CE              | 1               | 0               | CCL                | 6                  | 0                  | -           | -           | -           | 18     | 0      |
| 2005-2006                     | Al-Ahly                       | PL                            | 17         | 1          | CE              | 2               | 0               | CCL                | 14                 | 0                  | SE+SA+Cmc   | 1+1+2       | 0           | 37     | 1      |
| 2006-2007                     | Al-Ahly                       | PL                            | 18         | 0          | CE              | 4               | 0               | CCL                | 12                 | 0                  | SE+SA+Cmc   | 0+1+3       | 0           | 38     | 0      |
| 2007-2008                     | Al-Ahly                       | PL                            | 21         | 1          | CE              | 1               | 0               | CCL                | 11                 | 0                  | SE          | 1           | 0           | 34     | 1      |
| 2008-2009                     | Al-Ahly                       | PL                            | 21+1       | 0          | CE              | 1               | 0               | CCL+CC             | 4+2                | 0                  | SE+SA+Cmc   | 1+1+2       | 0           | 33     | 0      |
| 2009-2010                     | Al-Ahly                       | PL                            | 23         | 0          | CE              | 5               | 0               | CCL                | 11                 | 0                  | SE          | 1           | 0           | 40     | 0      |
| 2010-2011                     | Al-Ahly                       | PL                            | 20         | 1          | CE              | 2               | 0               | CCL                | 10                 | 0                  | SE          | 1           | 0           | 33     | 1      |
| 2011-2012                     | Al-Ahly                       | PL                            | 11         | 0          | -               | -               | -               | CCL                | 12                 | 0                  | -           | -           | -           | 23     | 0      |
| 2012-2013                     | Al-Ahly                       | PL                            | 11         | 0          | CE              | 0               | 0               | CCL                | 11                 | 0                  | SE+SA+Cmc   | 1+1+3       | 0           | 27     | 0      |
| 2013-2014                     | Al-Ahly                       | PL                            | 13+3       | 0          | CE              | 1               | 0               | CCL+CC             | 4+9                | 0                  | SA+Cmc      | 1+1         | 0           | 32     | 0      |
| 2014-2015                     | Al-Ahly                       | PL                            | 30         | 0          | CE              | 5               | 0               | CCL+CC             | 3+7                | 0                  | SE+SA       | 1+1         | 0           | 47     | 0      |
| 2015-2016                     | Al-Ahly                       | PL                            | 26         | 0          | CE              | 3               | 0               | CCL                | 8                  | 0                  | SE          | 1           | 0           | 38     | 0      |
| 2016-2017                     | Al-Ahly                       | PL                            | 23         | 0          | CE              | 5               | 0               | ACC+CCL            | 1+9                | 0                  | SE          | 1           | 0           | 39     | 0      |
| 2017-2018                     | Al-Ahly                       | PL                            | 22         | 0          | CE              | 2               | 0               | ACC+CCL            | 4+13               | 0                  | SE          | 1           | 0           | 42     | 0      |
| 2018-2019                     | Al-Ahly                       | PL                            | 11         | 0          | CE              | 0               | 0               | CCL                | 3                  | 0                  | SE          | 1           | 0           | 15     | 0      |
| 2019-2020                     | Al-Ahly                       | PL                            | 3          | 0          | CE              | 1               | 0               | CCL                | 1                  | 0                  | SE          | 0           | 0           | 5      | 0      |
| Totale Al-Ahly                | Totale Al-Ahly                | Totale Al-Ahly                | 288+4      | 3          |                 | 37              | 0               |                    | 155                | 0                  |             | 28          | 0           | 512    | 3      |
| 2020-2021                     | Al-Ittihad Alessandria        | PL                            | 8          | 0          | CE              | 2               | 0               | -                  | -                  | -                  | -           | -           | -           | 10     | 0      |
| 2021-2022                     | Al-Ittihad Alessandria        | PL                            | 0          | 0          | CE              | 0               | 0               | -                  | -                  | -                  | -           | -           | -           | 0      | 0      |
| Totale Al-Ittihad Alessandria | Totale Al-Ittihad Alessandria | Totale Al-Ittihad Alessandria | 8          | 0          |                 | 2               | 0               |                    | -                  | -                  |             | -           | -           | 10     | 0      |
| Totale carriera               | Totale carriera               | Totale carriera               | 300        | 3          |                 | 39              | 0               |                    | 155                | 0                  |             | 28          | 0           | 522    | 3      |

### Cronologia presenze e reti in nazionale
| Cronologia completa delle presenze e delle reti in nazionale ― Egitto | Cronologia completa delle presenze e delle reti in nazionale ― Egitto | Cronologia completa delle presenze e delle reti in nazionale ― Egitto | Cronologia completa delle presenze e delle reti in nazionale ― Egitto | Cronologia completa delle presenze e delle reti in nazionale ― Egitto | Cronologia completa delle presenze e delle reti in nazionale ― Egitto | Cronologia completa delle presenze e delle reti in nazionale ― Egitto | Cronologia completa delle presenze e delle reti in nazionale ― Egitto |
| Data                                                                  | Città                                                                 | In casa                                                               | Risultato                                                             | Ospiti                                                                | Competizione                                                          | Reti                                                                  | Note                                                                  |
| --------------------------------------------------------------------- | --------------------------------------------------------------------- | --------------------------------------------------------------------- | --------------------------------------------------------------------- | --------------------------------------------------------------------- | --------------------------------------------------------------------- | --------------------------------------------------------------------- | --------------------------------------------------------------------- |
| 20-8-2008                                                             | Khartum                                                               | Sudan                                                                 | 4 – 0                                                                 | Egitto                                                                | Amichevole                                                            | -                                                                     | 55’                                                                   |
| 12-4-2012                                                             | Dubai                                                                 | Egitto                                                                | 3 – 2                                                                 | Nigeria                                                               | Amichevole                                                            | -                                                                     | 46’                                                                   |
| 17-4-2012                                                             | Dubai                                                                 | Iraq                                                                  | 0 – 0                                                                 | Egitto                                                                | Amichevole                                                            | -                                                                     | 68’                                                                   |
| 15-8-2012                                                             | Salalah                                                               | Oman                                                                  | 1 – 1                                                                 | Egitto                                                                | Amichevole                                                            | -                                                                     | 76’                                                                   |
| 12-10-2012                                                            | Dubai                                                                 | Egitto                                                                | 3 – 0                                                                 | Rep. del Congo                                                        | Amichevole                                                            | -                                                                     | 4’                                                                    |
| 14-1-2013                                                             | Abu Dhabi                                                             | Costa d'Avorio                                                        | 4 – 2                                                                 | Egitto                                                                | Amichevole                                                            | -                                                                     |                                                                       |
| 7-3-2013                                                              | Al Rayyan                                                             | Qatar                                                                 | 3 – 1                                                                 | Egitto                                                                | Amichevole                                                            | -                                                                     |                                                                       |
| 4-6-2013                                                              | Il Cairo                                                              | Egitto                                                                | 1 – 1                                                                 | Botswana                                                              | Amichevole                                                            | -                                                                     |                                                                       |
| 9-6-2013                                                              | Harare                                                                | Zimbabwe                                                              | 2 – 4                                                                 | Egitto                                                                | Qual. Mondiali 2014                                                   | -                                                                     | 35’                                                                   |
| 16-6-2013                                                             | Maputo                                                                | Mozambico                                                             | 0 – 1                                                                 | Egitto                                                                | Qual. Mondiali 2014                                                   | -                                                                     |                                                                       |
| 14-8-2013                                                             | El Gouna                                                              | Egitto                                                                | 3 – 0                                                                 | Uganda                                                                | Amichevole                                                            | -                                                                     |                                                                       |
| 15-10-2013                                                            | Kumasi                                                                | Ghana                                                                 | 6 – 1                                                                 | Egitto                                                                | Qual. Mondiali 2014                                                   | -                                                                     | 40’                                                                   |
| 23-3-2018                                                             | Zurigo                                                                | Portogallo                                                            | 2 – 1                                                                 | Egitto                                                                | Amichevole                                                            | -                                                                     | 87’                                                                   |
| 27-3-2018                                                             | Zurigo                                                                | Egitto                                                                | 0 – 1                                                                 | Grecia                                                                | Amichevole                                                            | -                                                                     | 64’                                                                   |
| Totale                                                                |                                                                       | Presenze                                                              | 14                                                                    |                                                                       | Reti                                                                  | 0                                                                     |                                                                       |

### Record

#### Con l'Al-Ahly
- Calciatore con più presenze (512).

## Palmarès

### Club

#### Competizioni nazionali
- Campionato egiziano: 12

Al-Ahly: 2004-2005, 2005-2006, 2006-2007, 2007-2008, 2008-2009, 2009-2010, 2010-2011, 2013-2014, 2015-2016, 2016-2017, 2017-2018, 2018-2019
- Coppa d'Egitto: 3

Al-Ahly: 2006, 2007, 2017
- Supercoppa d'Egitto: 10

Al-Ahly: 2005, 2006, 2007, 2008, 2010, 2012, 2014, 2015, 2017, 2018

#### Competizioni internazionali
- CAF Champions League: 5

Al-Ahly: 2005, 2006, 2008, 2012, 2013
- Supercoppa CAF: 5

Al-Ahly: 2006, 2007, 2009, 2013, 2014
- Coppa della Confederazione CAF: 1

Al-Ahly: 2014

### Individuale
- Egyptian Premier League Team of the Year: 1[19]

2016-2017